# Dun (folyó)
A Dun folyó vagy más néven Glendun folyó Észak-Írországban folyik. A nevét a barnás színe után kapta, a színét a tőzeglápos forrása eredményezte. A folyó forrása kb. 400 méteren van az Antrim-hegységen, és Cushendun tengerparti kis üdülővárosnál ömlik a tengerbe. 

## Glenduni viadukt
Dun folyó felett átívelő viaduktnak három íve van. Charles Lanyon tervezte, 1834-1839 között épült, a téli hónapok alatt nem építették. A köveket Laydenben bányászták, hajón Cushendunbe szállították és innen kocsival vitték a híd helyéhez. 

## Horgászat
A folyóban sebes pisztrángok, lazacok, tengeri pisztrángok élnek, amelyek ritkán elérik az 1 fontot vagyis a 40 grammos súlyt. A tengeri pisztráng és a lazac ivarérése júliusban kezdődik el.